# Divoselo
Divoselo je naselje u Hrvatskoj, u Ličko-senjskoj županiji. 

## Zemljopis
U sastavu je grada Gospića.

## Stanovništvo
- 1971. – 505 (Srbi – 474, Hrvati – 11, Jugoslaveni – 7, ostali – 13)
- 1981. – 407 (Srbi – 376, Jugoslaveni – 23, Hrvati – 5, ostali – 3)
- 1991. – 344 (Srbi – 304, Hrvati – 17, Jugoslaveni – 12, ostali – 11)
- 2001. – 12
- 2011. – 4[4]

| broj stanovnika | 1844  | 1988  | 2005  | 2148  | 2222  | 2001  | 2128  | 2164  | 679   | 697   | 628   | 505   | 407   | 344   | 12    | 4     | 1     |
|                 | 1857. | 1869. | 1880. | 1890. | 1900. | 1910. | 1921. | 1931. | 1948. | 1953. | 1961. | 1971. | 1981. | 1991. | 2001. | 2011. | 2021. |

## Povijest
Popis stanovništva Like i Krbave iz 1712. bilježi da u Divoselu i Novom živi 54 Hrvatske, 8 novokršćanskih (muslimani prešli na katoličanstvo) i 53 vlaške obitelji.

## Poznate osobe
- Nada Dimić – partizanka i narodni heroj SFRJ